# Авенида Альвеар
Улица Авенида Альвеар (исп. Avenida Alvear) — проспект в районах Реколета и Ретиро в Буэнос-Айресе в Аргентине. Разделён на семь частей. Проходит от небольшой площади Карлоса Пеллегрини до площади Независомости Альвеар. Здесь находится большая часть зданий в стиле французской академической архитектуры, построенных в столице Аргентины в начале XX века. Парламент Буэнос-Айреса утвердил законопроект о признании проспекта историческим памятником, нуждающимся в охране. Он также известен многочисленными бутиками и домами моды и входит в пятёрку самых красивых проспектов мира.

## История
Строительство проспекта было начато в 1885 году по инициативе мэра Торкуато-Антонио де Альвеара, который вошёл в историю Буэнос-Айреса, как автор амбициозных градостроительных проектов по образцу тех, которые использовались бароном Жоржем де Османом в Париже.
Сначала проспект назывался Белла Виста, но мэр переименовал его в честь своего отца Карлоса-Марии де Альвеара. В то время проспект доходил до ручья Мальдонадо, границы между городом и провинцией Буэнос-Айрес.
Во время эпидемии желтой лихорадки, начавшейся сразу после войны с Парагваем, на проспекте в районе Ритиро в массовом порядке стали селиться зажиточные горожане, построившие здесь дворцы и особняки. Позднее, многие из этих семей переехали в районы к северу, такие как Палермо и Бельграно. В 1906 году была расширена часть проспекта от Пуэйреддона до Пампы, и он приобрёл ширину в 70 метров.

## Здания и памятники
В самом начале проспекта на площади Карлоса Пеллегрини находится мемориал в честь это президента Аргентины. В конце проспекта на площади Альвеар стоит памятник мэру Буэнос-Айрес, которому авенида обязана своим появлением.
На проспекте находятся посольство Франции в здании дворца Ортис Базуальдо и посольство Бразилии во дворце Переда. Это самые известные примеры академической архитектуры времён Прекрасной эпохи в столице Аргентины. Другими известными зданиями являются дом в стиле тюдоровского ренессанса, в котором сейчас располагается Секретариат культуры — старейший особняк на проспекте, дворец Дуау — ныне отель Парк Хайат, дворец Фернандес Анчорена, ныне резиденция апостольской нунциатуры в Аргентине, и дворец Альвеар, построенный в 1932 году, ныне Альвеар Палас отель — самая престижная гостиница Буэнос-Айреса.
На проспекте находятся представительства многих дизайнерских брендов. Некоторые из них, Эмпорио Армани, Валинтино, Эрмес, Луи Виттон, недавно покинули страну. Рядом с проспектом на патио Буллрич находятся бутики Каролины Эррера, Сальваторе Феррагамо, Кендзо, Кэлвина Клайна, Эрменджильдо Сенья, Качарель, Зара. Параллельно проспекту, на улице Пассадос находится магазин Фэнди. В северной части проспекта находится часть кладбища Реколета.